# NGC 766
NGC 766 је елиптична галаксија у сазвежђу Рибе која се налази на NGC листи објеката дубоког неба.
Деклинација објекта је + 8° 20' 50" а ректасцензија 1h 58m 42,0s. Привидна величина (магнитуда) објекта NGC 766 износи 12,9 а фотографска магнитуда 13,9. NGC 766 је још познат и под ознакама UGC 1458, MCG 1-6-19, CGCG 413-19, PGC 7468.